# Vineuil (Loir i Cher)
Vineuil és un municipi francès, situat al departament del Loir i Cher i a la regió de Centre – Vall del Loira. L'any 2007 tenia 7.013 habitants.

## Demografia

### Població
El 2007 la població de fet de Vineuil era de 7.013 persones. Hi havia 2.691 famílies, de les quals 645 eren unipersonals (275 homes vivint sols i 370 dones vivint soles), 955 parelles sense fills, 924 parelles amb fills i 167 famílies monoparentals amb fills.
La població ha evolucionat segons el següent gràfic:
Habitants censats

### Habitatges
El 2007 hi havia 2.918 habitatges, 2.731 eren l'habitatge principal de la família, 50 eren segones residències i 137 estaven desocupats. 2.567 eren cases i 324 eren apartaments. Dels 2.731 habitatges principals, 2.103 estaven ocupats pels seus propietaris, 587 estaven llogats i ocupats pels llogaters i 41 estaven cedits a títol gratuït; 46 tenien una cambra, 161 en tenien dues, 421 en tenien tres, 756 en tenien quatre i 1.347 en tenien cinc o més. 2.283 habitatges disposaven pel capbaix d'una plaça de pàrquing. A 1.161 habitatges hi havia un automòbil i a 1.384 n'hi havia dos o més.

### Piràmide de població
La piràmide de població per edats i sexe el 2009 era:
| Homes | Edats   | Dones |
| ----- | ------- | ----- |
| 4     | 95 o +  | 4     |
| 24    | 90 a 94 | 12    |
| 32    | 85 a 89 | 72    |
| 36    | 80 a 84 | 52    |
| 104   | 75 a 79 | 148   |
| 116   | 70 a 74 | 128   |
| 120   | 65 a 69 | 116   |
| 244   | 60 a 64 | 256   |
| 200   | 55 a 59 | 180   |
| 248   | 50 a 54 | 280   |
| 272   | 45 a 49 | 312   |
| 304   | 40 a 44 | 280   |
| 200   | 35 a 39 | 260   |
| 156   | 30 a 34 | 176   |
| 176   | 25 a 29 | 128   |
| 144   | 20 a 24 | 120   |
| 260   | 15 a 19 | 312   |
| 256   | 10 a 14 | 228   |
| 168   | 5 a 9   | 212   |
| 156   | 0 a 4   | 152   |

## Economia
El 2007 la població en edat de treballar era de 4.433 persones, 3.180 eren actives i 1.253 eren inactives. De les 3.180 persones actives 2.905 estaven ocupades (1.505 homes i 1.400 dones) i 276 estaven aturades (139 homes i 137 dones). De les 1.253 persones inactives 504 estaven jubilades, 393 estaven estudiant i 356 estaven classificades com a «altres inactius».

### Ingressos
El 2009 a Vineuil hi havia 2.810 unitats fiscals que integraven 6.929,5 persones, la mediana anual d'ingressos fiscals per persona era de 20.949 €.

### Activitats econòmiques
Dels 337 establiments que hi havia el 2007, 3 eren d'empreses extractives, 6 d'empreses alimentàries, 2 d'empreses de fabricació de material elèctric, 15 d'empreses de fabricació d'altres productes industrials, 40 d'empreses de construcció, 119 d'empreses de comerç i reparació d'automòbils, 8 d'empreses de transport, 11 d'empreses d'hostatgeria i restauració, 10 d'empreses d'informació i comunicació, 20 d'empreses financeres, 17 d'empreses immobiliàries, 29 d'empreses de serveis, 32 d'entitats de l'administració pública i 25 d'empreses classificades com a «altres activitats de serveis».
Dels 74 establiments de servei als particulars que hi havia el 2009, 1 era una gendarmeria, 1 oficina de correu, 5 oficines bancàries, 1 funerària, 11 tallers de reparació d'automòbils i de material agrícola, 4 autoescoles, 3 paletes, 6 guixaires pintors, 5 fusteries, 5 lampisteries, 7 electricistes, 3 empreses de construcció, 6 perruqueries, 1 agència de treball temporal, 5 restaurants, 7 agències immobiliàries, 1 tintoreria i 2 salons de bellesa.
Dels 58 establiments comercials que hi havia el 2009, 1 era, 2 supermercats, 1 un supermercat, 6 fleques, 2 carnisseries, 1 una carnisseria, 1 una botiga de congelats, 3 llibreries, 14 botigues de roba, 3 botigues d'equipament de la llar, 2 sabateries, 2 botigues d'electrodomèstics, 7 botigues de mobles, 2 botigues de material esportiu, 3 botigues de material de revestiment de parets i terra, 2 drogueries, 1 un drogueria, 2 joieries i 3 floristeries.
L'any 2000 a Vineuil hi havia 26 explotacions agrícoles que ocupaven un total de 744 hectàrees.

## Equipaments sanitaris i escolars
El 2009 hi havia 1 un hospital de tractaments de llarga durada, 2 farmàcies i 1 ambulància.
El 2009 hi havia 2 escoles maternals i 3 escoles elementals. Vineuil disposava de 2 col·legis d'educació secundària amb 788 alumnes.

## Poblacions properes
El següent diagrama mostra les poblacions més properes.